# Igorkvädet

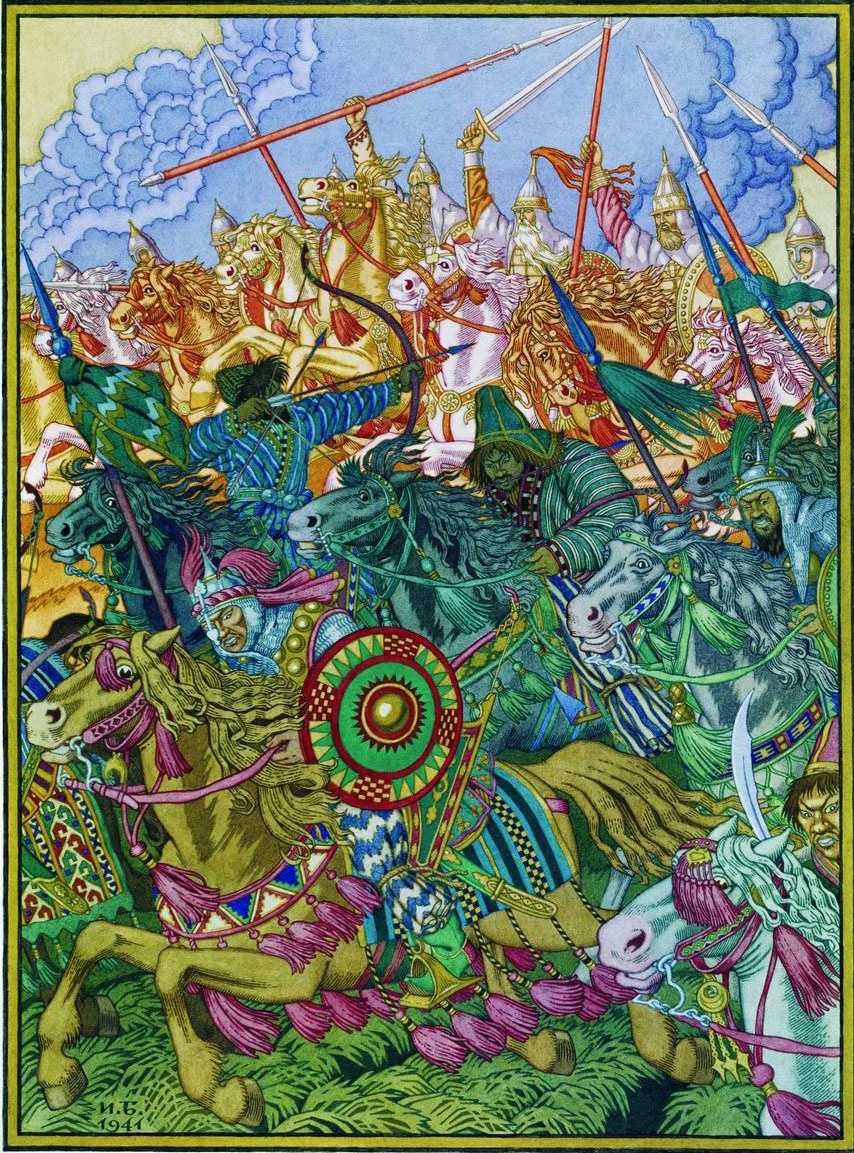
Ivan Bilibins illustration till kvädet

Igorkvädet eller Kvädet om Igors härfärd (ryska: Слово о полку Игореве, Slovo o polku Igoreve), är saga på fornöstslaviska och räknas en av den ryska litteraturens äldsta och märkligaste konstdikter, sannolikt författad i slutet av 1100-talet. 
Författaren är okänd, men torde ha stått i furstlig tjänst och var utan tvivel en mycket bildad person, med kännedom om folkpoetiska traditioner och Kievrikets äldsta historia. Till grund för den lyriska hjältedikten, en så kallad bylina, ligger en episod från de dåtida fejderna med de hedniska polovtserna. Furst Igor av Novgorod-Severskij jämte sin bror Vsevolod och sonen Vladimir av Putivl hade (1185) lidit nederlag vid Don under ett fälttåg mot polovtserna – Kievrikets främsta fiender före tatarernas intåg (1224) –, varpå han råkade i fångenskap, men befriades och återkom till Kiev. Över diktverket vilar såväl något av den västerländska och fornnordiska riddar- och kämpepoesin som ock det sydryska landskapets skönhet, och åtskilliga delar, till exempel Jaroslavnas klagande längtan efter sin gemål, har ett stort poetiskt värde. Indirekt är poemet ett förhärligande av den ryska jorden och dess nationella enhet, med varning för familjetvister och inbördes furstekiv. 
Handskriften upptäcktes först 1795 i ett kloster av greve Musin-Pusjkin, som lät trycka den 1800. Men handskriften förstördes vid Moskvas brand (1812), och denna oersättliga förlust var så mycket kännbarare, som många ställen i dikten ännu är dunkla och svårtydda, till  exempel om Trojan eller den för övrigt alldeles okände skalden Bojan. Många anknytningar till den slaviska folkpoesin, mytologin och Rysslands äldsta historia finns i dikten. 
Litteraturen om Igorkvädet är ofantligt rik. Det utförligaste om verket är Jelpidifor Barsovs stora arbete om "Slovo" (1887–90). Många moderniserade omarbetningar i metrisk form ha gjorts. Till danska är sången översatt av Thor Lange ("Qvadet om Igors fylke", 1883) och till svenska av Alfred Jensen i "Rysk kulturhistoria", I (1908).